# Zwischen Schanghai und St. Pauli
Zwischen Schanghai und St. Pauli, auch in der Schreibweise Zwischen Shanghai und St. Pauli, ist ein deutsch-italienischer Kriminalfilm aus dem Jahr 1962. Regie führte Wolfgang Schleif, die Dialogregie für die italienischen Darsteller hatte Roberto Bianchi Montero.

## Handlung
Carlos, Blacky und Jochen heuern nach einer handfesten Kneipenschlägerei auf einem altersschwachen Schiff, dem schrottreifen Frachter ‘Trinidad’ an. Es stellt sich heraus, dass das Schiff mit seiner teuren Fracht gesprengt werden soll. Ein Versicherungsbetrug wird von dem skrupellosen Verbrecher Frederic und seiner Komplizin Diana angestrebt. Alles ändert sich, nachdem sich herausstellt, dass auch die Millionärstochter Vera Anden auf dem Schiff ist. Frederic ist der Sekretär ihres Vaters, eines reichen Geschäftsmannes. Frederic will daraufhin ein hohes Lösegeld erpressen. Doch auf dem Schiff vor der afrikanischen Küste haben Jochen und seine Freunde nach einer wilden Schießerei das Kommando übernommen. Während eines Handgemenges, in dem Diana und Frederic dingfest gemacht werden sollen, kann der Gangsterboss eine am Schiff angebrachte Sprengladung zur Explosion bringen. Der Frachter sinkt, jedoch können sich die drei Freunde und Vera Anden an Land retten, wo das Schurkenpärchen in Handschellen von der marokkanischen Polizei abgeführt wird.

## Kritik
- Das Lexikon des internationalen Films befand: „Anspruchslose Kriminalunterhaltung mit einigen humorvoll gemeinten Einlagen.“[2]
- Die Filmzeitschrift Cinema resümierte: „Ein Frachter voll unfreiwilliger Komik“.[3]